# Заимок (Приморский край)
Заи́мок — часть села Покровка Октябрьского района Приморского края.

## География
Расположено на юго-западе края на реке Раздольной.

## История
По состоянию на 10 февраля 2010 года на хуторе Заимок три улицы (Гагарина, Комарова, Новая), 58 домов, 76 дворов, примерно 250 жителей.
На базе бывшего свинокомплекса построен филиал ООО «Хуасынь».